# Пай-Хой
Пай-Хой (на руски: Пай-Хой) е нископланинско възвишение, простиращо се на протежение около 200 km от северните части на Полярен Урал на югоизток до протока Югорски Шар на северозапад, разположено на територията на Ненецки автономен окръг на Русия. Максимална височина връх Мореиз 467 m (69°25′39″ с. ш. 62°12′32″ и. д. / 69.4275° с. ш. 62.208889° и. д.), разположен в средната му част. Изградено е от кристалинни шисти, пясъчници, мергели и варовици. От него водят началото си река Кара и други по-малки реки, вливащи се в Карско море. По склоновете му е развита мъхово-лишейна, тревиста, а на места и храстова тундра.
Първоначално възвишението е открито и оконтурено през 1771 г. от руския пътешественик-изследовател Василий Зуев, участник в експедициите на видния немски естествоизпитател на руска служба Петер Симон Палас. През 1837 г. Пай-Хой е изследван и първично картиран от руския естественик от немски произход Александър Шренк, а през 1847 г. изследванията му са продължени, задълбочени и детайлизирани от руския геолог Ернест Хофман.